# 氟磺酸溴(I)
氟磺酸溴(I)，化学式 BrSO3F，是溴的一种氟磺酸盐。

## 制备
类似其它氟磺酸的卤素盐，氟磺酸溴(I)可以由溴和过氧化氟磺酰反应而成。
{\displaystyle \mathrm {Br_{2}+S_{2}O_{6}F_{2}\ {\xrightarrow {25\,{}^{\circ }C}}\ 2\ BrSO_{3}F} }
氟磺酸溴(III)的还原也可以得到氟磺酸溴(I)：
{\displaystyle {\ce {Br(SO3F)3 + Br2 -> 3 BrSO3F}}}

## 性质
氟磺酸溴(I)是一种黑红色、粘稠、对水解敏感的液体，与水剧烈反应。冷却后的氟磺酸溴(I)凝固成玻璃状固体。
氟磺酸溴(I)在 50 °C 时和氟磺酸碘(I)反应，形成氟磺酸二溴碘。
{\displaystyle \mathrm {2\ BrSO_{3}F+ISO_{3}F\ {\xrightarrow {50\,{}^{\circ }C}}\ IBr_{2}(SO_{3}F)_{3}} }